# Гаудадеша

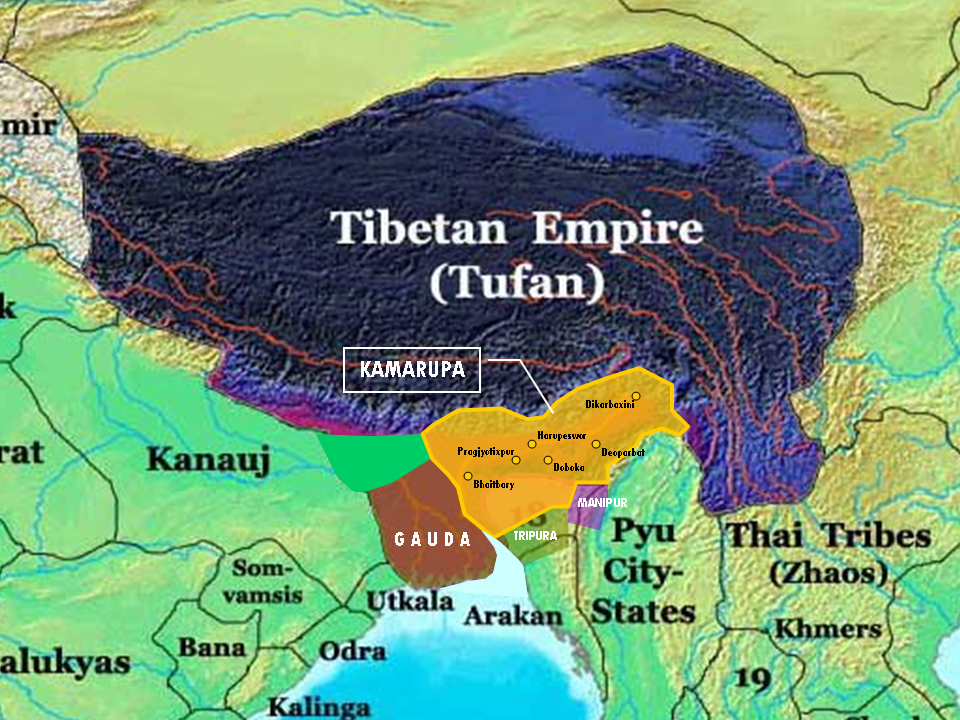
Царства Камарупа и Гауда в VII—VIII веке

Гаудаде́ша (IAST: Gauḍadeśa) или Га́уда (IAST: Gauḍa) — историческая область в Восточной Индии и Бангладеш, на территории которой в Средние века располагалось одноимённое государство со столицей в городе Камасуварна. Жители этого региона назывались гауды. Название «Гаудадеша» происходит от санскритских слов IAST: Gauḍa (от IAST: guḍa «сахар») и IAST: deśa («страна», «земля»), то есть дословно — «сахарная страна».
Гауду посещал китайский путешественник Сюаньцзан, оставивший описание страны.